# Гурвич, Александр Гаврилович
Алекса́ндр Гаври́лович Гу́рвич (26 сентября [8 октября] 1874, Полтава — 27 июля 1954, Москва) — русский и советский биолог, эмбриолог, открывший сверхслабые излучения живых систем (митогенетическое излучение) и создавший концепцию морфогенетического поля (morphogenetic field). Лауреат Сталинской премии второй степени в области медицинских наук (1941), награждён орденом Трудового Красного Знамени.

## Биография
Родился в Полтаве, в еврейской семье. Его отец Гавриил Климентьевич Гурвич (?—1908) был нотариусом. Мать Сара Эммануиловна (Менделевна) Мандельштам (1838—1875) приходилась родной сестрой филологу Иосифу Емельяновичу Мандельштаму и офтальмологу Максу Емельяновичу Мандельштаму (1839—1912), заведующему кафедрой глазных болезней Императорского университета святого Владимира в Киеве; племянницей литераторам В. О. Мандельштаму и Л. И. Мандельштаму.
Окончил Мюнхенский университет (1897) и до 1906 года работал в Страсбурге и Берне (по другим данным, во время русско-японской войны служил лекарем в тыловом полку, дислоцированном в Чернигове; в конце весны 1906 года демобилизовался из армии).
Доктор медицины (1908). Был профессором Таврического университета с 1918 по 1924 год и именно там создал свои основные работы. Среди его учеников — академик Глеб Франк, развивший учение Гурвича о биофотонике (biophotonics). Профессор кафедры гистологии и эмбриологии медицинского факультета (1924—1930). Директор Института экспериментальной медицины АМН СССР (1943—1948). Почётный член МОИП (1946).
После Августовской сессии Гурвич был вынужден выйти на пенсию в 1948 году: после того, как Трофим Лысенко пришел к власти, Гурвич был лишён всех постов, но продолжал работать дома. Его жена Лидия умерла в 1951 году, однако его дочь Анна продолжила его работу и вскоре после его смерти опубликовала статьи, подтверждающие некоторые аспекты работы её отца над «митогенетическими» лучами.

## Вклад в науку
А. Г. Гурвич — автор трудов по цитологии, эмбриологии, биофизике, теоретической биологии. В 1912—1922 годах впервые ввёл в эмбриологию понятие морфогенетического (биологического) поля, позднее разрабатывал его теорию с целью объяснить характер и направленность развития организмов. В 1923 году открыл митогенетические лучи — сверхслабое ультрафиолетовое излучение живых тканей, стимулирующее деление клеток (митоз) посредством цепных химических реакций. Применил их для анализа физико-химического состояния клеток в норме и патологии. Разрабатывал теорию биологического поля с целью объяснить направленность и упорядоченность в развитии и функционировании организмов. Ввёл понятие о неравновесных молекулярных структурах живой протоплазмы как основе её физиологической реактивности.
Понятие биологического поля, введённое Гурвичем, вошло в мировую биологию уже в 1920-х годах, но растущий успех генетики ограничил такие идеи глубинными территориями биологии. Гурвич опередил время в своём интересе к эмерджентным свойствам эмбриона, но обращение к более современным теориям самоорганизации, а также рассмотрение неравновесной термодинамики в живых системах, показали бы, в какой степени описанные им векторы могут быть сгенерированы без предположения о всеобъемлющем поле, поэтому поиск физического поля был оставлен в пользу более нейтральных концепций, таких как парадигма системной биологии. В современном понимании — это принцип описания биологической системы, поведение частей которой определяется их положением в ней. С 1960—1970-х годов выражение «биополе» вошло в культурный обиход в широком значении фактора воздействия организмов друг на друга (в этом популярном значении «биополе» не вписывается в современную научную концепцию и считается псевдонаучным).
Ранний интерес к физике, который вдохновил Гурвича, в конце концов, сделал его идеи несостоятельными. «Митогенетический луч» был одной из научных тем, охарактеризованных Ирвингом Ленгмюром как «патологическая наука». Однако упорство Анны Гурвич, вместе с разработкой умножителя счётчика фотонов, привело в 1962 году к подтверждению феномена биофотонов. Наблюдение было продублировано в лаборатории Квикенденом и Ку Хи в 1974 году. В том же году В. П. Казначеев объявил, что его исследовательской группой в Новосибирске обнаружена межклеточная коммуникация посредством этих лучей. Фриц-Альберт Попп утверждает, что они демонстрируют согласованные закономерности. Эти исследования вызвали лишь ограниченный интерес. В последнее время наблюдается возрождение полевых теорий жизни, хотя и на периферии науки, особенно среди тех, кто стремится включить работы по психобиологии развития. Влияние теории Гурвича особенно очевидно в работе британского физиолога растений Руперта Шелдрейка и его концепции «морфического резонанса».

## Семья
- Жена — Лидия Дмитриевна Гурвич (урождённая Фелицина, 1869—1952), дочь православного священника, врач-психиатр, потом биолог, помогала мужу в экспериментальной работе[7]; так как А. Г. Гурвич и Л. Д. Гурвич были разного вероисповедания, брак был заключён в Швейцарии и стал законным в России лишь после февральских событий 1917 года[8].
  - Дочери — Анна Александровна Гурвич (1903—1993), работала вместе с отцом[9]; Наталья Александровна Гурвич (1905—2007), искусствовед; была замужем за геологом В. В. Белоусовым, мать эмбриолога Л. В.  Белоусова[10].
- Брат — Лев Гаврилович Гурвич (1871—1926), химик и нефтехимик, профессор, издатель и редактор журнала «Химик» (1899—1904); был женат на двоюродной сестре (дочери офтальмолога М. Э. Мандельштама) Елене Мандельштам (1875—1939).
- Двоюродные братья и сёстры — переводчик Исай Бенедиктович Мандельштам (1885—1954); музыкальный педагог Людвиг Иосифович Фаненштиль (1886—1956), профессор Харьковской консерватории; композитор, музыковед, камерная певица Валентина Иосифовна Рамм (урождённая Фаненштиль, 1888—1968).
- Племянник (сын сестры, пианистки Мины Львовны Каган) — физик Леонид Исаакович Мандельштам.
- Сыном его двоюродного брата (со стороны матери) А. С. Каннегисера был поэт Леонид Каннегисер[11].

### Рекомендуемые источники
- Белоусов Л. В.‚ Гурвич А. А., Залкинд С. Я., Каннегиссер Н. Н. Александр Гаврилович Гурвич. 1874—1954. — М.: Наука, 1970. — 195 с.